# Atletisme als Jocs Olímpics d'Estiu de 1912 - llançament de martell masculí
El llançament de martell masculí va ser una de les proves del programa d'atletisme disputades durant els Jocs Olímpics d'Estocolm de 1912. Aquesta va ser la quarta vegada que es disputava aquesta competició i les tres anteriors les havia guanyat John Flanagan. La prova es va disputar el diumenge 14 de juliol i hi van prendre part 14 atletes de 4 nacions diferents.

## Medallistes
| Or                 | Plata               | Bronze                |
| Matt McGrath (USA) | Duncan Gillis (CAN) | Clarence Childs (USA) |

## Rècords
Aquests eren els rècords del món i olímpic que hi havia abans de la celebració dels Jocs Olímpics de 1912.
| Rècord del Món | 57.10(*) | Matt McGrath  | Nova York (USA) | 29 d'octubre de 1911 |
| Rècord Olímpic | 51.92    | John Flanagan | Londres (GBR)   | 14 de juliol de 1908 |

(*) No oficial
Matt McGrath va establir un nou rècord olímpic en la qualificació amb un llançament de 54,13 metres i el millorà en la final amb 54,74 metres.

## Resultats
Flanagan, que havia guanyat les tres edicions anteriors del llançament de martell als Jocs Olímpic i tenia el rècord olímpic amb 51,92 metres, s'havia retirat a la fi dels Jocs de Londres de 1908. McGrath guanyà l'or, millorant l'anterior rècord olímpic de Flanagan en els quatre llançaments vàlids que va fer. Cap altra atleta superà el rècord de Flanagan.
| Pos. | Atleta                 | Ronda preliminar | Ronda preliminar | Ronda preliminar | Ronda preliminar | Final | Final | Final    | Millor tir |  |
| Pos. | Atleta                 | 1                | 2                | 3                | Pos.             | 4     | 5     | 6        | Millor tir |  |
| ---- | ---------------------- | ---------------- | ---------------- | ---------------- | ---------------- | ----- | ----- | -------- | ---------- |  |
| 1    | Matt McGrath (USA)     | 54.13 OR         | —                | —                | 1r               | 52.83 | 53.90 | 54.74 OR | 54.74      |  |
| 2    | Duncan Gillis (CAN)    | 46.17            | —                | 48.39            | 2n               | —     | 47.24 | —        | 48.39      |  |
| 3    | Clarence Childs (USA)  | 48.17            | —                | —                | 3r               | —     | —     | —        | 48.17      |  |
|      |                        |                  |                  |                  |                  |       |       |          |            |  |
| 4    | Robert Olsson (SWE)    | 39.56            | 46.50            | —                | 4t               |       |       |          | 46.50      |  |
| 5    | Carl Johan Lind (SWE)  | 45.06            | —                | 45.61            | 5è               | 45.61 |       |          |            |  |
| 6    | Denis Carey (GBR)      | 38.99            | 43.78            | —                | 6è               | 43.78 |       |          |            |  |
| 7    | Nils Linde (SWE)       | 43.32            | —                | —                | 7è               | 43.32 |       |          |            |  |
| 8    | Carl Jahnzon (SWE)     | 39.18            | 42.58            | —                | 8è               | 42.58 |       |          |            |  |
| 8    | Ralph Rose (USA)       | —                | 40.80            | 42.58            | 8è               | 42.58 |       |          |            |  |
| 10   | Arvid Åberg (SWE)      | —                | —                | 41.11            | 10è              | 41.11 |       |          |            |  |
| 11   | Gunnar Johnson (SWE)   | 38.66            | 39.92            | —                | 11è              | 39.92 |       |          |            |  |
| 12   | Benjamin Sherman (USA) | 38.71            | —                | 38.77            | 12è              | 38.77 |       |          |            |  |
| 13   | Viktor Hackberg (SWE)  | —                | —                | 38.44            | 13è              | 38.44 |       |          |            |  |
| 14   | Simon Gillis (USA)     | —                |                  |                  | 14è              | Cap   |       |          |            |  |